# Rodna kuća kardinala Alojzija Stepinca
Rodna kuća kardinala Alojzija Stepinca, kuća u mjestu Brezarić i općini Krašić.

## Opis
Visoka prizemnica je zidanica iz 19. stoljeća, na adresi Brezarić 65. Zbirka se nalazi u stambenom dijelu, družinskoj hiži i u vinskom podrumu. Predmeti su uglavnom tradicijski s kraja 19. i početka 20. stoljeća. Nekoliko predmeta odnosi se na članove obitelji i samog kardinala. Prezentirani su na mjestu gdje su korišteni u razdoblju u kojemu je bila na okupu velika zadružna obitelj Stepinac, u doba dječaštva Alojzija.

## Zaštita
Pod oznakom Z-3766 zaveden je kao nepokretno kulturno dobro – pojedinačno, pravna statusa zaštićena kulturnog dobra, klasificirano kao "sakralna graditeljska baština".